# Boreus sjostedti
Boreus sjostedti är en näbbsländeart som beskrevs av Navás 1926. Boreus sjostedti ingår i släktet Boreus och familjen snösländor. Inga underarter finns listade i Catalogue of Life.